# Universidad del Suroeste
La Universidad del Suroeste, en chino simplificado 西南大学, en pinyin Xīnán Dàxué, es una universidad integral en Chongqing, China. Es una universidad de disciplina doble primera clase del Ministerio de Educación de China, con estatus de doble primera clase en ciertas disciplinas.

## Descripción general

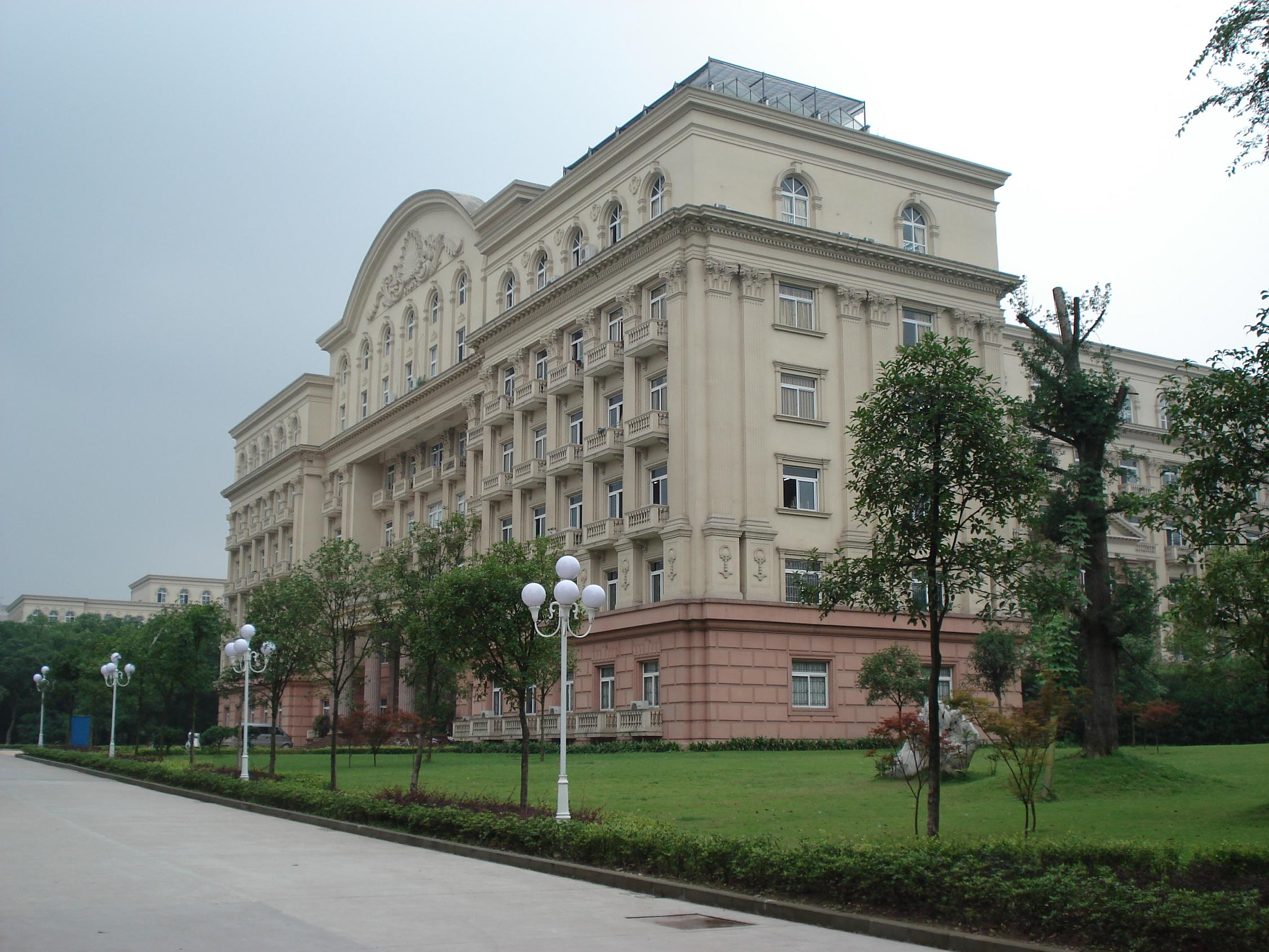
Edificio Docente No. 33

La Universidad Suroeste (SWU) es una universidad integral patrocinada por el Ministerio de Educación de China. Fue fundada en julio de 2005 con la fusión de la Universidad Normal Suroeste y la universidad agrícola suroeste, cuyas historias tienen más de 100 años. Es una de las universidades del Proyecto 211 que reciben apoyo preferencial para su desarrollo y construcción del Gobierno Central de China. El número total de estudiantes en SWU es más de 80,000, de los cuales 50,000 son estudiantes de tiempo completo. También hay muchos estudiantes internacionales que trabajan para sus títulos de licenciatura, maestría o doctorado y otros estudios avanzados en SWU cada año.
La Universidad Suroeste se encuentra en el municipio de Chongqing, que es la ciudad central del proyecto de desarrollo de China Occidental. Comenzó a inscribir estudiantes internacionales en la década de 1950. También es una de las universidades designadas por el Ministerio de Educación para inscribir a estudiantes becados por el gobierno chino. La mayoría de los estudiantes internacionales se especializan en idioma chino, pedagogía, psicología, economía, negocios en China, estudios de minorías chinas, ciencias de la vida, ciencias alimentarias, agricultura, bellas artes y artes marciales chinas, etc. Los estudiantes internacionales calificados en la Universidad Suroeste tienen la oportunidad de obtener las becas del municipio de Chongqing y la beca SWU excelencia para estudiantes extranjeros. La Universidad Suroeste está donando una parte del seguro integral para atención médica y accidentes para cada estudiante extranjero.
La universidad cubre una amplia gama de disciplinas académicas que incluyen filosofía, economía, derecho, pedagogía, literatura, historia, ciencia, ingeniería, agricultura y administración. Ofrece 40 disciplinas nacionales clave, 66 programas de doctorado, 9 programas de posdoctorado, 159 programas de maestría y 97 programas de licenciatura. La Universidad Suroeste (SWU) es conocida en todo el país por sus estudios metodológicos y agrícolas de enseñanza. Los estudios en pedagogía, psicología y agricultura han destacado en esta universidad en China. La investigación del genoma del gusano de seda es una de las más destacadas a nivel mundo. Se han logrado una gran cantidad de trabajos de investigación creativos en campos como la siembra directa, el genoma del gusano de seda, estudios sobre la educación y el comportamiento psicológico de las minorías en el suroeste de China y la investigación sobre la cognición del tiempo humano.

## Facultades y departamentos
- Escuela de estudios marxistas
- Facultad de Ciencias Políticas y Gestión Pública
- Escuela de leyes
- Facultad de Ciencia y Tecnología Animal
- Facultad de Protección Vegetal
- Facultad de Agronomía y Biotecnología
- Facultad de horticultura y paisajismo
- Facultad de Ciencias de los Alimentos
- Colegio de Textiles y Confección
- Facultad de Ingeniería y Tecnología
- Facultad de Ciencias de la Información y la Computación y Facultad de Software
- Facultad de Recursos y Medio Ambiente
- Escuela de Ciencia e Ingeniería de Materiales
- Escuela de Ciencias Geográficas
- Facultad de biotecnología
- Facultad de Ciencias de la Vida y Tecnología Biológica
- Facultad de Química e Ingeniería Química
- Facultad de Física y Tecnología
- Facultad de Ingeniería de la Información Electrónica
- Escuela de Matemáticas y Estadística
- Colegio de Culturas Históricas y Colegio de Nacionalidades
- Escuela de bellas artes
- Facultad de Música
- Facultad de Estudios Internacionales
- Facultad de Lengua y Literatura China
- Facultad de Educación Física
- Departamento de Psicología
- Departamento de Educación
- Facultad de Cultura y Desarrollo Social
- Facultad de Economía y Gestión
- Facultad de Ciencias Farmacéuticas
- Escuela de Periodismo y Comunicación
- Colegio de Hanhong
- Facultad de Ciencias Animales

## Historia

### Nacimiento
La Universidad Suroeste se estableció originalmente en 1906, durante la dinastía Qing, como West China University. Gran parte de su desarrollo se produjo después de que se estableció la República de China.

### Establecimiento formal
La universidad moderna se estableció en julio de 2005, incorporando la antigua Universidad Normal del Suroeste de China y la Universidad Agrícola del Suroeste, con la aprobación del Ministerio de Educación de China.

## Edificios del campus

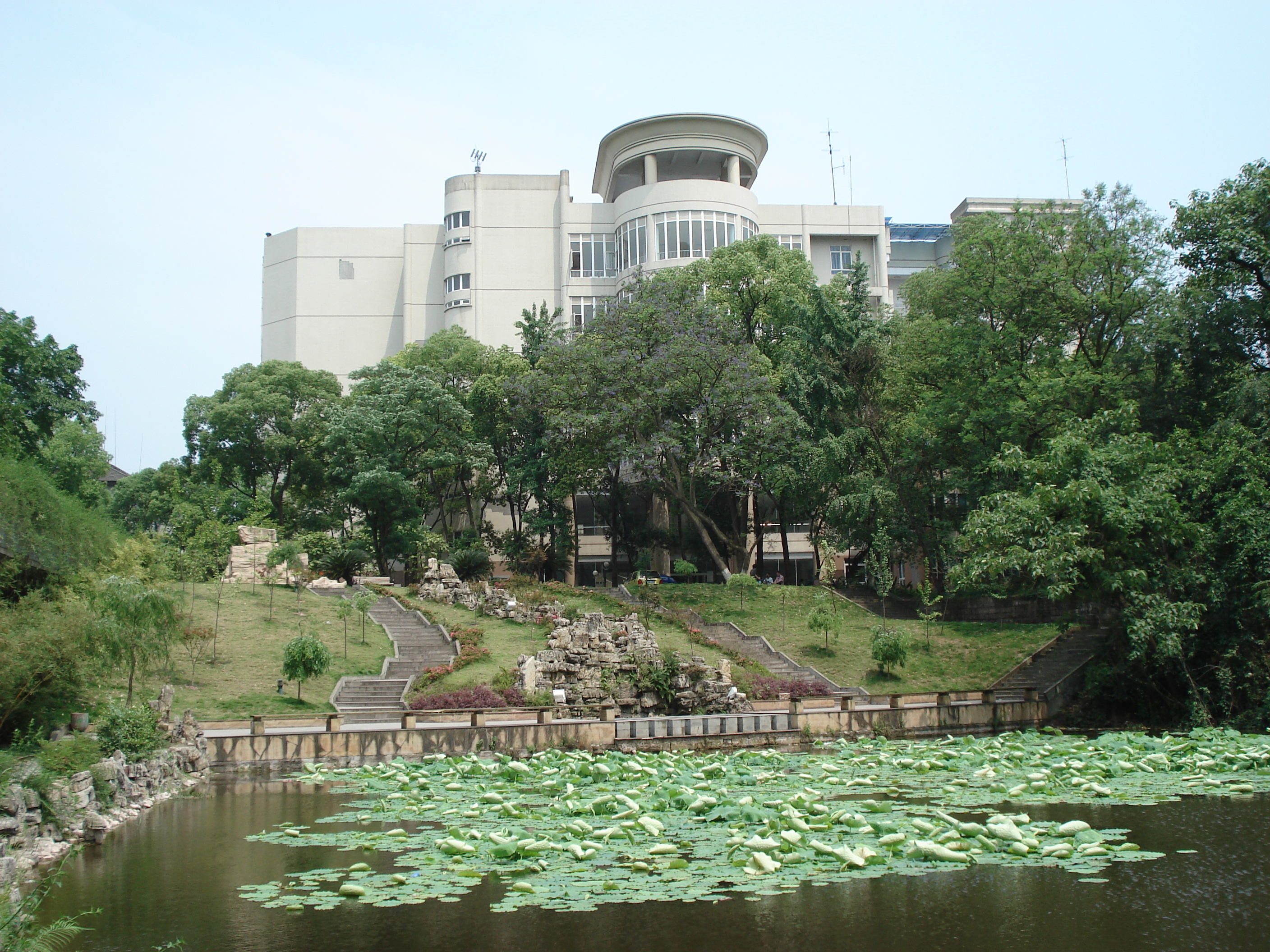
Vista del campus de SWU.

Los siguientes edificios están en el campus:
- Galería de arte
- Edificio de baloncesto
- Cancha de fútbol
- El octavo edificio de enseñanza
- El Trigésimo Tercer Edificio de Enseñanza
- Edificio de Ciencias de la Vida

### Universidad Normal del Suroeste de China
La Universidad Normal del Suroeste de China fue una de las universidades integrales clave bajo la administración del Ministerio de Educación de China. Originalmente fue creado como Colegio Suroeste de profesores. La universidad fue el resultado de varias fusiones del antiguo Colegio Nacional de Profesores de Mujeres y el Colegio Educativo Provincial de Sichuan en 1950. Luego se estableció como Universidad Normal del Suroeste de China en 1985.

### Universidad Agrícola del Suroeste
La universidad agrícola del suroeste fue creada en 1950, como Colegio suroeste agrícola. El colegio fue el resultado final de varias instituciones que fueron el Colegio Educativo Provincial de Sichuan, la Universidad de China Occidental y el Colegio Xianghui.
En 1979, fue autorizada por el consejo de estado para ser una de las universidades nacionales clave. Fue reestructurado como Colegio suroeste agrícola. En 1958, la universidad se actualizó como universidad agrícola del suroeste.
En 2001, el Colegio de Veterinaria y Ganadería de Sichuan y el Instituto de Investigación de Cítricos de la Academia China de Agricultura fueron absorbidos por la Universidad Agrícola del Suroeste. Esto marcó el comienzo de la nueva universidad agrícola del suroeste que se especializa en enseñanza, pedagogía, psicología, agronomía y agricultura.
Antes de la fusión, universidad China Normal agrícola y Universidad Agrícola del Suroeste eran vecinas con solo un muro que separaba las dos universidades. Ambas universidades tenían una larga relación histórica, que podría ubicarse en su origen común, West China Union University, fundada en 1906.

## Académicos

### Mala conducta científica
Qian Zhang, investigador de la Universidad Suroeste, fue acusado de tener tablas recicladas, estadísticas imposibles y propiedades poco realistas en los datos sin procesar de los artículos científicos. Algunos artículos se corrigieron agregando valores constantes para hacer posible la estadística, sin embargo, ninguno de los otros resúmenes o estadísticas inferenciales tuvo que cambiarse en estas correcciones, como cabría esperar si hubiera un error en el análisis. Para otros artículos, Zhang se negó a proporcionar datos sin procesar después de ser acusado, supuestamente para ocultar la mala conducta académica. Zhang fue denunciado a la universidad. La respuesta oficial explicó que Zhang era poco experto en las estadísticas y que recibiría capacitación correctiva y escribiría algunas correcciones. Sin embargo, la carta no comentaba las pruebas más sólidas de mala conducta: las tablas recicladas, las estadísticas imposibles y las propiedades poco realistas de los datos sin procesar.

## Facultad y Estudiantes
La Universidad Suroeste en la primera década del siglo XXI emplea a 2.650 profesores a tiempo completo y 300 investigadores profesionales, 349 profesores (becarios de investigación) y 739 profesores asociados (becarios de investigación asociados, 113 supervisores de doctorado y 513 tutores de maestría.
La Universidad Suroeste tiene más de 50.000 estudiantes.

### Alumnos notables
- Yuan Longping[6]

## Biblioteca
Hay tres bibliotecas en la escuela: la biblioteca central, la biblioteca de la sección norte y la biblioteca de la sección sur. La biblioteca central que se construyó en 2005 es la más nueva y más grande. La biblioteca de la universidad cuenta, en enero de 2014, con 3.800.000 volúmenes de artículos en total.